# IC 253
IC 253 ist eine linsenförmige Galaxie vom Hubble-Typ S0 im Sternbild Walfisch südlich des Himmelsäquators. Sie ist schätzungsweise 326 Millionen Lichtjahre von der Milchstraße entfernt und hat einen Durchmesser von etwa 85.000 Lj.
Im selben Himmelsareal befinden sich u. a. die Galaxien NGC 1065, NGC 1076, IC 251, IC 254.
Das Objekt wurde am 5. Dezember 1891 vom französischen Astronomen Stéphane Javelle entdeckt.